# Cuando te besé
"Cuando te besé" é uma canção da cantora estadunidense Becky G e do cantor argentino Paulo Londra. Lançado pela Sony Music Latin em 2 de agosto de 2018, ele foi escrito por Londra, Cristian Salazar e Becky G. "Cuando Te Besé" é conhecido por se tornar a primeira música no topo da parada Argentina Hot 100 da Billboard.

## Desempenho nas tabelas musicais

### Tabelas musicais da semana
| Tabela musical (2018–19)                  | Melhor posição |
| ----------------------------------------- | -------------- |
| Argentina (Argentina Hot 100)             | 1              |
| Bolívia (Monitor Latino)                  | 2              |
| Chile (Monitor Latino)                    | 20             |
| Colômbia (National-Report)                | 20             |
| Costa Rica (Monitor Latino)               | 5              |
| Equador (Monitor Latino)                  | 11             |
| El Salvador (Monitor Latino)              | 6              |
| Estados Unidos (Hot Latin Songs)          | 30             |
| Espanha (Productores de Música de España) | 10             |
| Guatemala (Monitor Latino)                | 6              |
| México (Billboard)                        | 34             |
| Nicarágua (Monitor Latino)                | 9              |
| Paraguai (Monitor Latino)                 | 4              |
| Peru (Monitor Latino)                     | 3              |
| República Dominicana (Monitor Latino)     | 13             |
| Uruguai (Monitor Latino)                  | 5              |

### Tabelas de fim-de-ano
| Tabela musical (2018)      | Melhor posição |
| -------------------------- | -------------- |
| Argentina (Monitor Latino) | 48             |

## Certificações
| Região | Certificação | Vendas/distribuição |
| --- | ------------ | ------------------- |
| Espanha (PROMUSICAE) | 2× Platina   | 80,000*             |
| Estados Unidos (RIAA) | 2× Platina   | 120,000‡            |
| México (AMPROFON) | 4× Platina   | 240,000*            |
| *vendas baseadas apenas na certificação ^distribuições baseadas apenas na certificação ‡vendas+valores de streaming baseados apenas na certificação |              |                     |